# Circular Quay

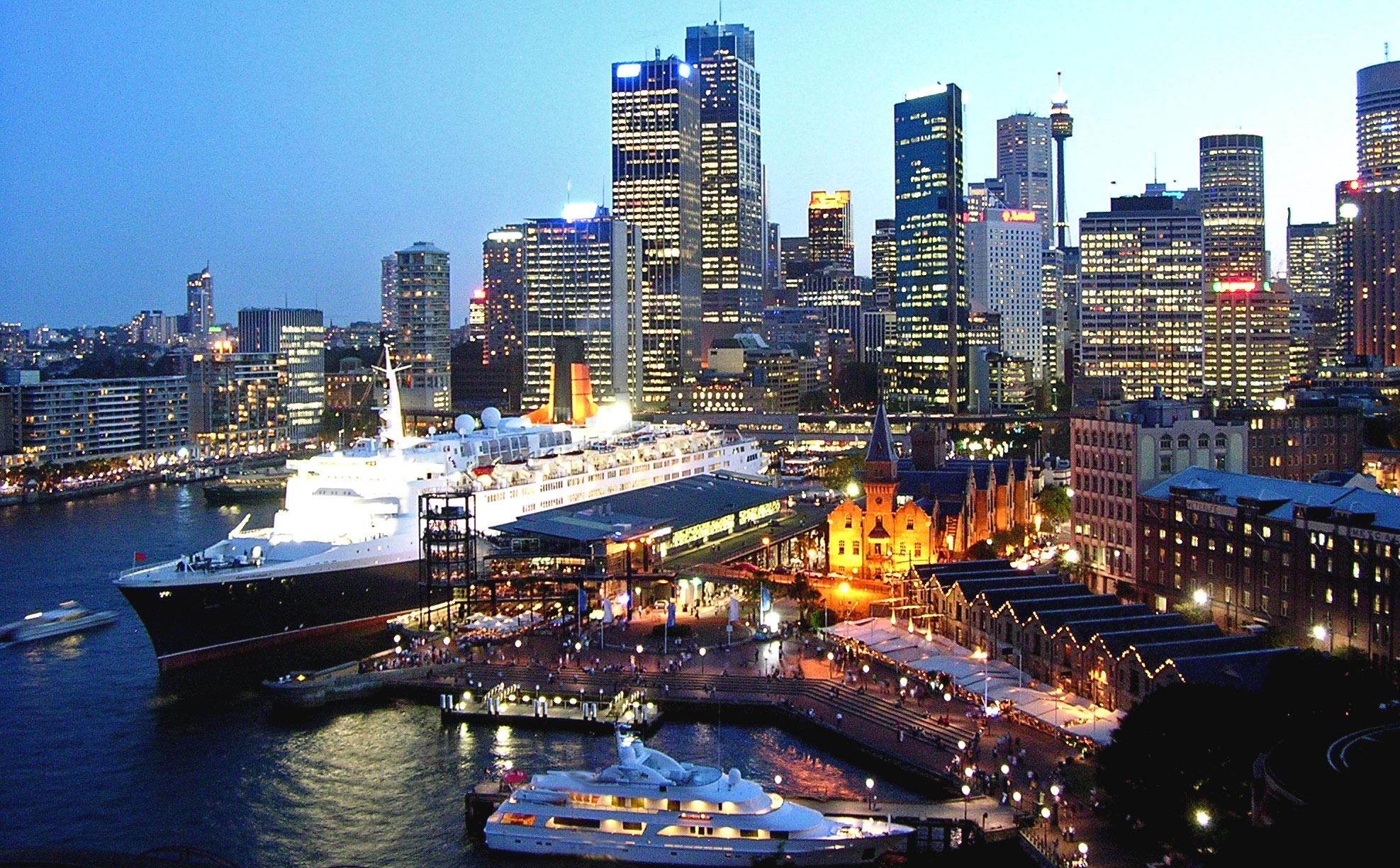
vid Circular Quay.

Circular Quay är en hamn i Sydney i New South Wales i Australien på den norra änden av Sydney central business district vid Sydney Cove, mellan Bennelong Point och The Rocks. Det är en del av kommunområdet City of Sydney. Circular Quay är ävenett stort trafikkomplex och en knutpunkt för Sydneys kollektivtrafik då fyra pendeltågslinjer trafikerar och dessutom talrika bussar och färjor har sin utgångspunkt där. Stationen är den närmaste pendeltågsstationen till Operahuset, har direkta pendeltåg till flygplatsen och även är utgångspunkt för fler färjelinjer till några av Sydneys förorter.
I området Circular Quay ligger även Sydneys Museum of Contemporary Art. Under den australiska hösten 2006 gästades Circular Quay av det största konstevenemanget i det fria som Sydney någonsin har upplevt: I över sju veckor presenterades Berlins Buddy Bears mittemot Sydneys operahus. Var och en av de omkring hundratrettio björnarna representerar en stat som är erkänd av FN. I invigningstalet gav John Howard uttryck åt att varje björn står som en symbol för de universella värdena fred, frihet och vänskap.